# Fritz Helke
Fritz Helke (Pseudonym: Ruby Cross, * 1. Mai 1905 in Biesenthal; † 13. September 1967 in Kriftel) war ein deutscher Schriftsteller und Übersetzer und in der Zeit des Nationalsozialismus Literaturfunktionär.

## Leben
Fritz Helke war der Sohn eines Handwerkers. Nach dem Besuch der Schule war er in der Stadtverwaltung und als kaufmännischer Angestellter tätig. Ab 1926 engagierte er sich beim paramilitärischen „Jungstahlhelm“ und ab 1927 beim „Jugendkorps Scharnhorst“. Zum 1. Juni 1929 trat Helke der NSDAP bei (Mitgliedsnummer 134.326) und war als Oberbannführer in der Hitlerjugend aktiv. Ab 1934 war er Mitarbeiter des Kulturamtes der Reichsjugendführung und dort ab 1937 im Hauptreferat Schrifttum zuständig für die Erstellung von Listen empfohlener Jugendbücher. Daneben veröffentlichte er ab 1935 eigene literarische Werke.
Nach dem Ende des Zweiten Weltkriegs wirkte Fritz Helke als freier Schriftsteller. Zwischen 1954 und 1958 unternahm er mehrere Reisen in die Vereinigten Staaten. Er lebte zuletzt im hessischen Kriftel.
Fritz Helke war Verfasser von Romanen, Erzählungen, Sachbüchern und Theaterstücken. Während seine während bis 1945 erschienenen Werke meist historische Themen aus nationalsozialistischer Sicht behandeln, schrieb er nach 1945 vorwiegend unpolitische Jugendbücher, die der Abenteuerliteratur zuzurechnen sind. Daneben übersetzte er Unterhaltungsliteratur aus dem Englischen ins Deutsche.
Fritz Helke wurde 1937 mit dem Kurmärkischen Schrifttumspreis ausgezeichnet. In der Sowjetzone bzw. der frühen DDR standen elf seiner während des Dritten Reiches erschienenen Werke auf der „Liste der auszusondernden Literatur“.

## Werke
- Degen und Scholle. Berlin 1935
- Preußische Rebellion. Stuttgart [u. a.] 1935
- Der Soldat auf dem Thron. Berlin [u. a.] 1935
- Wollt ihr wohl! Stuttgart [u. a.] 1935
- Fehde um Brandenburg. Stuttgart [u. a.] 1936
- Der junge Reichsbürger. Berlin 1936 (zusammen mit Georg Usadel und Heinz Wiers)
- Der Prinz aus Frankreich. Oldenburg 1936
- Jürgen Holle. Leipzig 1937
- Die Kietzmühle. Oldenburg [u. a.] 1937
- Das Ehrenwort. Leipzig 1938
- Der Herzog von Enghien. Leipzig 1938
- Der Schöppenmeister. Leipzig 1939
- Die große Stunde. Stuttgart 1941
- Die Nacht von Queretaro. Berlin 1941
- Der Ring des Kurfürsten. Berlin 1941
- Dunkle Nächte, helle Sterne. Leipzig 1942
- Der Hansel vom Moorhof. Berlin 1942
- Maximilian von Mexiko. Leipzig 1942 (von Herbert Waniek am Burgtheater 1943 uraufgeführt)
- Die Quitzows. Berlin 1942
- Der Sumpfreiher. Celle 1950
- Das Blockhaus am Biberfluß. München [u. a.] 1953
- Das kalifornische Abenteuer. Stuttgart 1954
- Die letzte Bastion. Stuttgart 1954
- Der weiße Biber. München [u. a.] 1954
- Aufruhr im Dschungel. Reutlingen 1955
- Biber-John. München [u. a.] 1955
- Gold am Sacramento. Stuttgart 1955
- Die letzte Stunde. Berlin 1955
- Die Biber-Söhne. München [u. a.] 1956
- Die Federschlange. Stuttgart 1956
- Hiawatha. Stuttgart 1956 (unter dem Namen Ruby Cross)
- Stud. med. Hiawatha. Stuttgart 1957 (unter dem Namen Ruby Cross)
- Abends um neun. Stuttgart 1958 (unter dem Namen Ruby Cross)
- Gefangen – entronnen. Stuttgart 1959
- Die grünen Götter. Stuttgart 1959
- Flammenkreuz am Potomac. Stuttgart 1960
- Der Klassentag. Stuttgart 1960 (unter dem Namen Ruby Cross)
- Juanita. Stuttgart 1961 (unter dem Namen Ruby Cross)
- Juanita und Miguel. Stuttgart 1962 (unter dem Namen Ruby Cross)
- Das ferne Licht. Stuttgart 1963
- Das Gesetz von Oaksville. Stuttgart 1964
- Die Jason-Bande. Stuttgart 1966

## Herausgeberschaft
- Hans Jakob Christoffel von Grimmelshausen: Der abenteuerliche Simplicissimus. Reutlingen 1950
- Franz Treller: Der Enkel der Könige. Stuttgart 1950
- Franz Treller: Verwehte Spuren. Stuttgart 1950
- Franz Treller: Der Gefangene der Aimaras. Stuttgart 1951
- Franz Treller: Der Sohn des Gaucho. Stuttgart 1951
- Franz Treller: Das Kind der Prärie. Stuttgart 1952
- Franz Treller: Der König der Miami. Stuttgart 1952
- Richard Weitbrecht: Die Nibelungen. Stuttgart 1952
- Charles Sealsfield: Prärie am Jacinto. München [u. a.] 1953
- Richard Weitbrecht: Deutsche Heldensagen. Stuttgart 1954
- In allen vier Winden. Stuttgart 1955
- Maximilian Kern: Das Erbe des Pharao. Stuttgart 1955
- Wo alle Straßen enden. Stuttgart 1957
- Johann Kaltenboeck: Spuren am Colorado. Stuttgart 1958

## Übersetzungen
- William Edmund Barrett: Im Schatten Luzifers. Berlin 1954 (übersetzt zusammen mit Iris Reinbeck)
- Neil Bell: Der Gaukler. Celle 1951
- Herbert Brean: Der Fenstersturz. Berlin 1953
- Gwen Bristow: Am Ufer des Ruhmes. Celle 1951
- Gwen Bristow: Celia Garth. Darmstadt 1959
- Gwen Bristow: Kalifornische Sinfonie. Celle 1951
- V. T. Calnan: Das Wunder von Neapel. Darmstadt 1962
- James Fenimore Cooper: Lederstrumpfgeschichten. Stuttgart 1952
- Elizabeth Daly: Das schwarze Buch. Berlin 1953
- Elizabeth Daly: Die Todes-Briefe. Berlin 1953
- Daniel Defoe: Robinson Crusoe. Stuttgart 1950
- Daniel Stephen Halacy: Mit Hubschrauber und Harpune. Wien [u. a.] 1960
- Frederick Marryat: Sigismund Rüstig. Stuttgart 1952
- Gordon Parks: Herr, Dein Baum trägt viele Früchte. Darmstadt 1965
- Maurice Procter: Mord im Kuckuckswald. Berlin 1953
- Maurice Procter: Was ist Tomaszow. Berlin 1953
- Harry E. Rieseberg: Ich tauche nach Schätzen. Stuttgart 1951
- Keith Robertson: Drei ausgestopfte Eulen. Stuttgart 1963
- Keith Robertson: Das Geheimnis des Schachturms. Stuttgart 1962
- Keith Robertson: Der gescheckte Hirsch. Stuttgart 1966
- Keith Robertson: Der Gespensterreiter. Stuttgart 1965
- Keith Robertson: Das Rätsel von Burnt Hill. Stuttgart 1964
- Albert T. W. Simeons: Die Straße der Verdammten. Berlin 1953
- Manly Wade Wellman: Das Geheimnis des einsamen Tales. Stuttgart 1950
- Robert Wilder: Die Camerons. München 1968 (übersetzt zusammen mit Claus Velmeden)
- Robert Wilder: Gott und der General. Darmstadt 1964
- Robert Wilder: Das Haus an der Flamingo Road. Darmstadt 1962
- Robert Wilder: … in den Wind geschrieben. Darmstadt 1960
- Robert Wilder: In Sonora blüht der Mohn. Darmstadt 1966
- Robert Wilder: Jorge Ojeda. Darmstadt 1963
- Robert Wilder: Die Sonne ist mein Schatten. Darmstadt 1961
- Robert Wilder: Spring ab – wenn du kannst. Darmstadt 1959